# Émile Ollivier (écrivain)
Pour les articles homonymes, voir Émile Ollivier et Ollivier.
Émile Ollivier, né le 19 février 1940 à Port-au-Prince et mort le 10 novembre 2002 à Montréal, est un écrivain d’origine haitienne. Sa vie est entre le Québec et Haîti, dont il part, où il revient et dont il repart. Il est considéré comme un auteur haïtien discret mais important.

## Biographie
Il est né à Port-au-Prince le 19 février 1940. Dernier enfant d'un père avocat des droits de l'homme, qui en a eu onze, tous de mères différentes : il est élevé par sa mère (fille-mère) qui avait chuté, selon l'expression de l'époque. Il était à la fois très important pour cette mère et portant témoignage de sa faute.
Émile Ollivier se forme à la sociologie, faisant suite à des études de philosophie à l’École Normale Supérieure d’Haïti et des études de lettres et de psychologie en France.
Fréquentant ensuite les cercles littéraires à Port-au-Prince, il milite au sein de l’Union Nationale des Étudiants Haïtiens. En 1964, il est contraint à l’exil, sous le régime de François Duvalier.  Après un séjour en France, en 1965 Ollivier et sa femme Marie-José Glémaud s’installent d’abord à Amos en Abitibi, ensuite en 1968 à Montréal.
C'est l'époque dite de la révolution tranquille au Québec. Pendant vingt-cinq ans, Ollivier est professeur à l’Université de Montréal dans la Faculté des sciences de l’éducation. Il reste très attentif à la communauté haïtienne immigrée, et actif pour cette communauté, tout en se consacrant à l'écriture : il est considéré comme « l'un des auteurs haïtiens contemporains les plus profonds ». Il publie, à partir de 1976 des essais puis des nouvelles. Son premier roman  est publié en 1983 en France, par Albin-Michel, Mère-Solitude (inspirée de l'histoire familiale maternelle). Dès la chute du régime Duvalier, en 1986, il quitte Montréal pour revenir en  Haïti. Mais, dit-il, après l'ère Duvalier « J'ai trouvé une société déchirée. La haine flottait dans l'air ». Il renonce. Mille-Eaux, publié en 1999 (en France, chez Gallimard) est un récit  autobiographique, consacré à son enfance à Port-au-Prince.
Il meurt soudainement  le 10 novembre 2002 à Montréal, alors qu’il achève un nouveau roman, La Brûlerie, publié en novembre 2004. La première phrase de ce roman est : « Je ressuscite depuis des décennies dans Côte-des-Neiges » (Côte-des-Neiges est un quartier, un ancien village intégré à la ville de Montréal).

## Œuvres publiées

### Essais
- 1946/1976: Trente ans de Pouvoir Noir en Haïti. (avec Cary Hector et Claude Moïse)  Montréal: Collectif Paroles, 1976.
- Haïti, quel développement? (avec Charles Manigat et Claude Moïse). Montréal: Collectif Paroles, 1976.
- Analphabétisme et alphabétisation des immigrants haïtiens à Montréal. Montréal: Librairie de l'Université de Montréal, 1981.
- Penser l'éducation des adultes, ou fondements philosophiques de l'éducation des adultes. (avec Adèle Chené). Montréal: Guérin, 1983.
- La Marginalité silencieuse. (avec Maurice Chalom et Louis Toupin). Montréal: CIDHICA, 1991.
- Repenser Haïti; grandeur et misères d'un mouvement démocratique. (avec Claude Moïse). Montréal: CIDIHCA, 1992.
- Repérages. Montréal: Leméac, 2001.

### Nouvelles
- Paysage de l'aveugle. Montréal: Pierre Tisseyre, 1977.
- Regarde, regarde les lions. (avec des photographies de Mohror)  Paris: Myriam Solal, 1995.
- La supplique d'Élie Magnan. Nouvelles d'Amérique (Maryse Condé et Lise Gauvin, éds.). Montréal: Hexagone, 1998: 153–162.
- Port-au-Prince ma ville aux mille visages. À peine plus qu'un cyclone aux Antilles.  (Textes réunis sous la direction de Bernard Magnier). Rochefort: Le temps qu'il fait, 1998: 45–56.
- Regarde, regarde les lions. (recueil de 15 nouvelles). Paris: Albin Michel, 2001.
- L'Enquête se poursuit (nouvelle). Montréal: Plume & Encre, 2006.

### Romans
- Mère-Solitude. Paris: Albin Michel, 1983
- La Discorde aux cent voix. Paris: Albin Michel, 1986
- Passages. Montréal: l'Hexagone, 1991
- Les Urnes scellées. Paris: Albin Michel, 1995.
- Mille Eaux. Paris: Gallimard (Haute Enfance), 1999.
- La Brûlerie. Montréal: Boréal, 2004

## Honneurs
- 1985 - Prix Jacques Roumain, Mère-Solitude
- 1987 - Grand Prix de la prose du Journal de Montréal, La Discorde aux cent voix
- 1987 - Prix littéraires du Journal de Montréal
- 1991 - Grand prix du livre de Montréal, Passages
- 1993 - Chevalier de l'Ordre national du Québec
- 1996 - Prix Carbet de la Caraïbe, Les Urnes scellées
- 2000 - Chevalier de l'Ordre des Arts et des Lettres, France
- 2000 - Membre de l'Académie des lettres du Québec